# Oscar Stanton De Priest

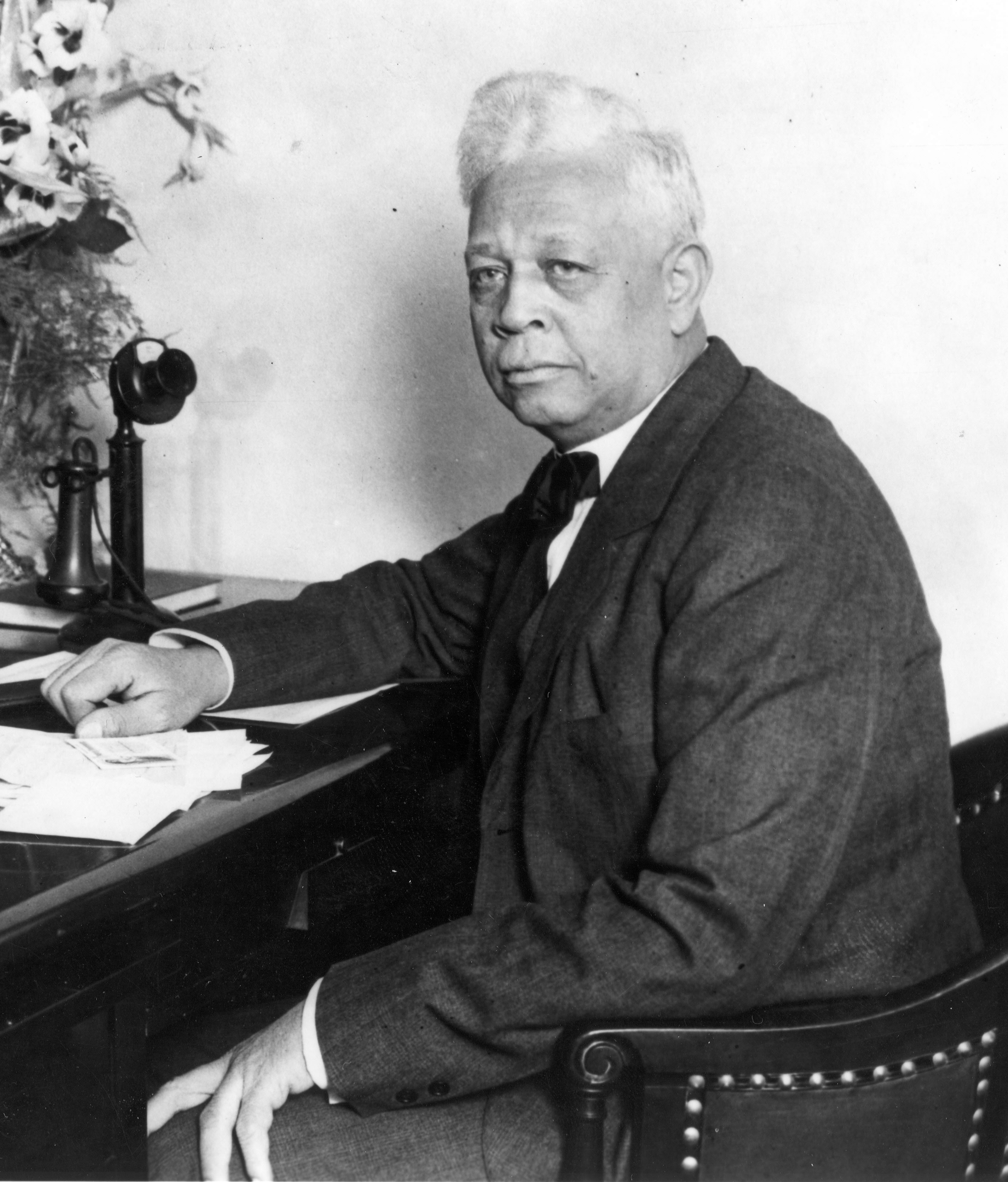
Oscar Stanton De Priest

Oscar Stanton De Priest (* 9. März 1871 in Florence, Alabama; † 12. Mai 1951 in Chicago, Illinois) war ein US-amerikanischer Politiker der Republikanischen Partei, der den Bundesstaat Illinois im US-Repräsentantenhaus vertrat.

## Leben
De Priest zog 1878 mit seinen Eltern nach Kansas, die sich dort in Salina niederließen, und war nach dem Besuch öffentlicher Schulen sowie der Salina Normal School als Maler und Lackierer sowie als Dekorateur tätig. 1889 ging er nach Chicago, wo er eine Beschäftigung als Immobilienmakler aufnahm. Anfang des 20. Jahrhunderts begann er daneben seine politische Laufbahn in der Kommunalpolitik und war zunächst Mitglied des Rates der Kommissare (Board of Commissioners) im Cook County und später von 1915 bis 1917 Mitglied des Stadtrates von Chicago.
Bei den US-Kongresswahlen 1928 wurde er als Vertreter der Republikanischen Partei in das US-Repräsentantenhaus gewählt und vertrat dort als Nachfolger von Martin B. Madden vom 4. März 1929 bis zum 3. Januar 1935 den ersten Kongresswahlbezirk von Illinois. Bei den Kongresswahlen 1934 unterlag er seinem Demokratischen Herausforderer Arthur W. Mitchell ebenso wie bei den Kongresswahlen 1936.
De Priest war damit der erste afroamerikanische Abgeordnete, der im 20. Jahrhundert in den Kongress gewählt wurde, sowie für mehrere Jahrzehnte der letzte afroamerikanische Kongressabgeordnete der Republikanischen Partei, ehe 1990 Gary Franks für den fünften Kongresswahlbezirk von Connecticut Mitglied des US-Repräsentantenhauses wurde. Während dieser Zeit war er von 1932 bis 1934 auch stellvertretender Vorsitzender des Zentralkomitees der Republikanischen Partei in Cook County sowie 1936 Delegierter zur Republican National Convention.
Nach seinem Ausscheiden aus dem Kongress war er wieder als Grundstücksmakler tätig und von 1943 bis 1947 abermals Mitglied des Stadtrates von Chicago. Nach seinem Tod wurde er auf dem Graceland Cemetery in Chicago bestattet.

## Hintergrundliteratur
- Black Americans in Congress, 1870-2007, United States Government Printing Office, Washington, D.C. 2008